# Steven Rooks

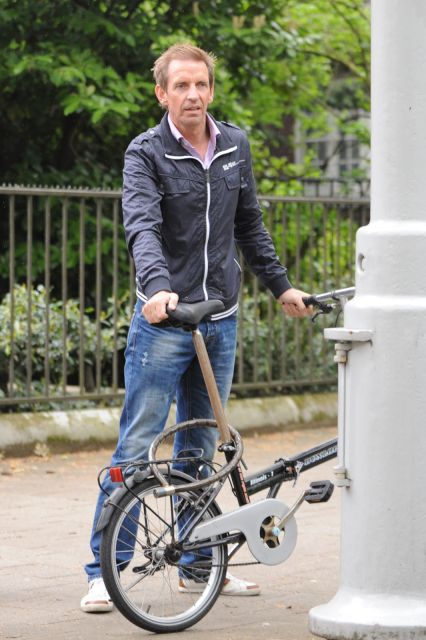
Steven Rooks (2010)

Steven Rooks (* 7. August 1960 in Otterleek) ist ein ehemaliger niederländischer Radrennfahrer. Er war einer der herausragenden Radprofis der 1980er Jahre.

## Karriere
Als Amateur startete Rooks 1982 bei der Internationalen Friedensfahrt, schied jedoch im Verlauf des Rennens aus. Seine Profilaufbahn begann 1982 bei TI-Raleigh und endete 1995 bei Panasonic. Den ersten Erfolg als Berufsfahrer hatte er 1982 bei der Deutschland-Rundfahrt, als er mit seinem Team das Mannschaftszeitfahren gewann. Sein erfolgreichstes Jahr hatte er 1988, als er das Gepunktete Trikot der Tour de France gewann und Zweiter hinter dem Spanier Pedro Delgado bei dieser Tour wurde. In der Weltrangliste erreichte er in diesem Jahr den 3. Platz, was für ihn die höchste Platzierung in seiner Karriere bedeutete.

## Doping
Nachdem Rooks bereits Ende 1999 gestanden hatte, während seiner Karriere regelmäßig mit Testosteron und Amphetaminen gedopt zu haben, gab er im Juni 2009 auch zu, seit Beginn der 1990er Jahre EPO zur illegalen Leistungssteigerung genommen zu haben.

## Palmarès
1983
- Lüttich–Bastogne–Lüttich

1985
- eine Etappe Dauphiné Libéré

1986
- Amstel Gold Race

1987
- ein Etappensieg  Tour de Suisse
- Niederländischer Meisterschaft

1988
- eine Etappe und Gepunktetes Trikot Tour de France

1989
- eine Etappe Tour de France

1991
- UCI-Straßen-Weltmeisterschaften 1991
- Niederländischer Meisterschaft

1994
- Niederländischer Meisterschaft